# 紅斯洛博達 (科諾托普區)

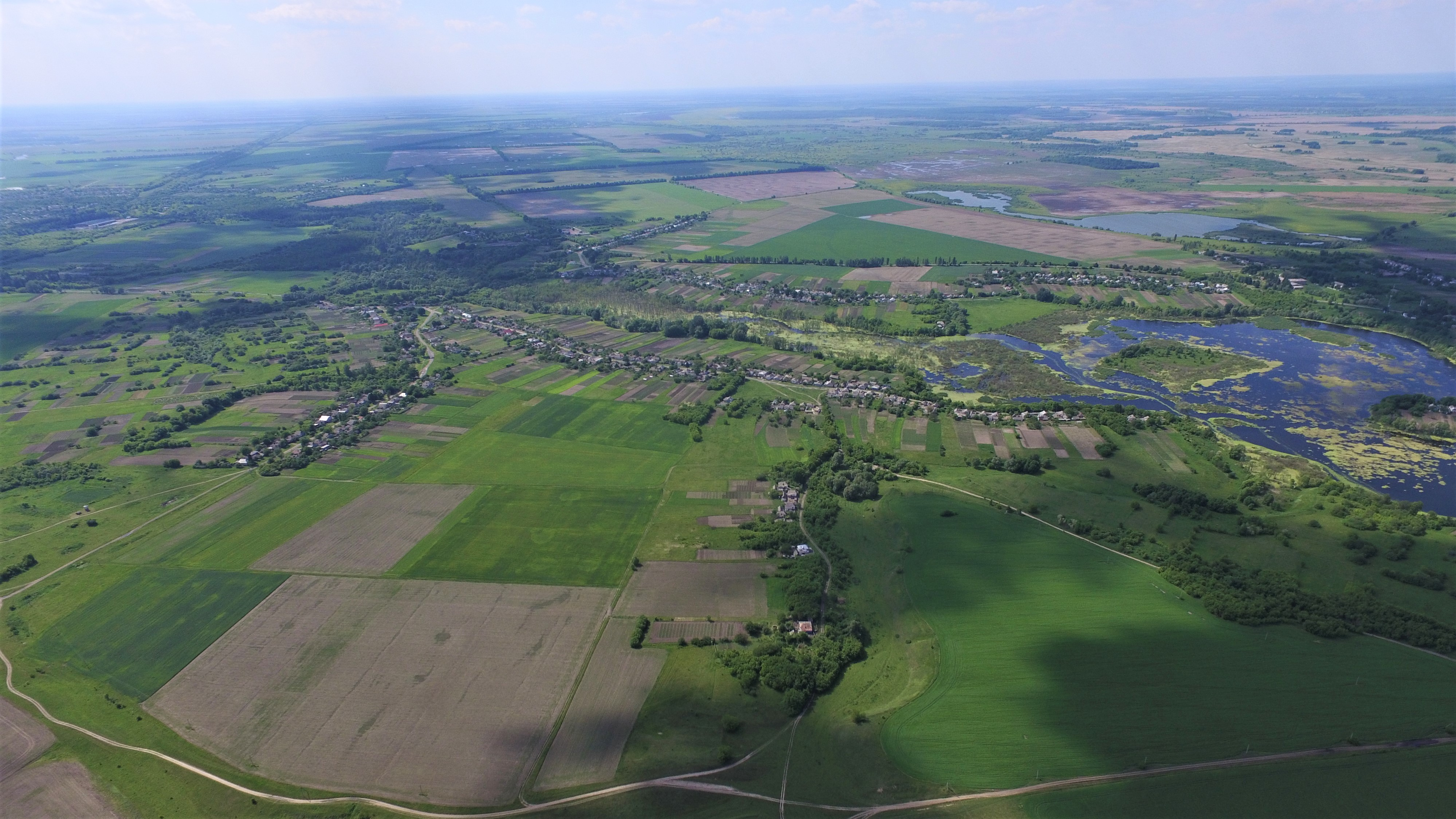
上空照

51°13′36″N 33°52′32″E / 51.22667°N 33.87556°E
紅斯洛博達（烏克蘭語：Червона Слобода）是位於烏克蘭東北部的村莊，由蘇梅州科諾托普區的布倫市鎮負責管轄。該村處於恰沙河畔，距離布倫和迪奇1公里，海拔高度140米，2001年人口1,399。